# Nitardo
Nitardo (*790 - f 844) fue un historiador franco, nieto de Carlomagno, hijo de Berta y San Angilberto.
Nitardo fue educado en la corte imperial y se hizo abad de Saint-Riquier, pero sin pronunciar los votos monásticos. Poco se sabe sobre su vida, pero en la historia es reconocido como primo y servidor de Carlos el Calvo. Sus servicios se extendieron hasta el campo de batalla: luchó en la batalla de Fontenoy en junio de 841, donde murió como resultado de una herida. La fecha posible de su muerte es el 14 de junio.
La obra de Nitardo como historiador consiste en cuatro libros titulados De dissensionibus filiorum Ludovici pii que versaban sobre la historia del imperio Carolingio en las manos de los hijos de Ludovico Pío. Por otra parte, Nitardo tradujo los Juramentos de Estrasburgo al francés, ya que el latín literario, usado en documentos oficiales, dejó de ser inteligible para el pueblo.